# Minneola, Florida
Minneola är en stad (city) i Lake County, i delstaten Florida, USA. Enligt United States Census Bureau har staden en folkmängd på 9 531 invånare (2011) och en landarea på 26,8 km².